# Ibrahim an-Nazzam
Abū Isḥāq Ibrāhīm Ibn Sayyār Ibn Hāni‘ Al-Naẓẓām (arabe : أبو إسحاق بن سيار بن هانع النظام), né selon les sources entre 760 et 775, mort entre 835 et 846, est un théologien musulman mu'tazilite.

## Biographie
Nous savons relativement peu de choses sur la vie de Al-Naẓẓām. Ses dates de naissance et de décès sont incertaines, de même que de nombreuses anecdotes qui sont rapportées à son sujet sont apocryphes. Mais on sait qu'il est né à Bassorah. An-Naẓẓām est le neveu maternel et disciple d'un des pionniers du mu'tazilisme, Abū l-Hudhayl. Par son père, il est d'origine servile, il vit une jeunesse modeste avant de connaître une ascension sociale. Proche des cercles de pouvoir, il a probablement été introduit dans les réseaux du calife Al Amin par le poète Abou Nouwas qu'il rencontre à Bagdad.
Il a eu pour disciple Al-Jahiz.

### Activités de poète
Al-Naẓẓām a connu des périodes où il percevait un salaire officiel sous le règne d'Al-Ma'mūn et probablement déjà sous celui d'Al-Amin pour ses activités d'animateur de cour et de poète. Son laqab, "‘Al-Naẓẓām" était porté par d'autres poètes de son époque et il le porte lui-même assez jeune ce qui correspond aux portraits faits de lui dans les sources qui le présentent avant tout comme un poète. En effet, s'il est célèbre aujourd'hui pour être un théologien renommé du mu'tazilisme, ses contemporains le connaissaient avant tout comme un homme de lettres. Une source indique qu'il ne s'est intéressé à la théologie qu'à la fin de sa vie.
Son œuvre littéraire s'apparente au genre de l'ekphrasis. Dans sa poésie, il célèbre les plaisirs de la vie dans un registre théologique.

### Activités de théologien
Le poète se décrivait également comme un "philosophe" mais ce terme ne renvoie pas à ce qu'il désigne ordinairement aujourd'hui. La philosophie renvoyait aux VIIIe – IXe siècles davantage à l'explication du monde naturel qu'aux considérations métaphysiques. Bien qu'il intégrait ses développements dans une approche théologique, puisque l'ordre naturel signifiait pour lui la manifestation terrestre de la Science divine. Al-Naẓẓām produit une œuvre particulièrement riche dans la formation doctrinale du mu'tazilisme, bien qu'il se distingue sur plusieurs points de ses contemporains mu'tazilites.
Son œuvre n'a pas été conservée. Nous ne connaissons sa doctrine que par l'intermédiaire d'al-Baghdadi, al-Ach'ari, al-Khayyat et al-Jahiz.

## Sa doctrine

### Sources du droit (usul al-fiqh)
Alors que la plupart des mu'tazilites appartenaient au madhhab hanafite, avec une minorité relevant du madhhab chaféite (deux des quatre grandes écoles de fiqh de l'islam sunnite), Nazzam lui, était complètement à part. Il se rendit célèbre pour son rejet du qiyâs (raisonnement analogique), qui était alors, acceptée par les hanafites comme par les chaféites, de l’istihsan (doctrine de la préférence du souhaitable en droit), et de l'ijmâ' (consensus des ouléma). Il ne faisait pas confiance non plus aux hadiths. Il avait une mauvaise opinion de Abu Hurairah, le principal rapporteur de hadiths parmi les compagnons du Prophète. Pour An-Nazzam, le Coran et la raison servaient de points d’appui à une doctrine monothéiste stricte.

### Rejet du consensus
Le rejet du Consensus communautaire d’an-Nazzam en tant que source valide du droit, était dû à sa critique de la première génération de musulmans, qu'il voyait dotée de personnalités et d'intelligences défectueuses. En raison des contradictions qu'il relève dans leurs témoignages, il rejette complètement les hadiths. Par ailleurs, les théologiens chiites duodécimain Cheikh Al-Moufid et Sharif al-Murtaza (en) tenaient en haute estime le Kitab al-Nakth, l'ouvrage de Nazzam dans lequel il remet en cause la validité du consensus pour les raisons citées. L’historien Baghdadi rapporte néanmoins, qu’An-Nazzam mettait Ali au même niveau que les autres compagnons, tandis qu’un autre historien, Shahrastani, déplore la préférence que celui-ci semblait accorder aux philosophes matérialistes face aux philosophes déistes.
Mais selon Al-Khayyat, al-Nazzam n'a pas soutenu cette opinion, qui lui aurait été attribuée à tort par al-Jahiz.

### Théologie
Quant aux grands problèmes théologiques, sa doctrine est conforme à celle des mutazilites. Il considère que les attributs de Dieu ne sont pas distincts de son essence. Il identifie la volonté de Dieu avec l'acte de créer.
Il affirme aussi la réalité du libre arbitre humain. Dieu est incapable d'injustice. Dieu propose aux hommes le choix entre des contraires (agir ou s'abstenir). L'homme a le loisir d'opter pour le bon ou le mauvais choix. Ainsi, la responsabilité de l'homme est préservée, et Dieu est exempté de toute injustice. Il a créé l'univers le meilleur possible.
Il avance une opinion originale au sujet du caractère inimitable du Coran : la supériorité du texte sacré ne tient pas à sa qualité littéraire, mais à son contenu - à ce qu'il révèle de « choses cachées ». Le Coran recèle un miracle, qui prouve la véracité du Prophète, mais le prodige ne tient pas à la qualité de sa composition : il est dû au fait que les hommes, qui auraient pu faire aussi bien, en ont été empêchés par Dieu. C'est la théorie du sarfa ou détournement : Dieu a détourné les hommes d'écrire une œuvre pareille au Coran,. Ibn Hazm reprendra cette argumentation.
An-Nazzam exprime des réticences à l'égard des commentateurs du Coran qui, selon lui, poussent trop loin l'interprétation.

### Cosmologie et physique
Nazzam rejette l'atomisme d'autres théologiens mutazilites comme Abū l-Hudhayl et al-Jubba'i. L'univers est selon lui composé de corps divisibles à l'infini, et non de particules élémentaires.
Les corps se définissent selon lui par l'étendue et le mouvement. Al-Ach'ari rapporte sa définition des corps : « ce qui est long, large, et profond ». Tout corps est mobile. L'absence de mouvement n'est qu'apparente : le repos n'est en fait qu'un mouvement prolongé, dans le même lieu, durant deux instants successifs.
Sa théorie de la divisibilité à l'infini conduit à l'idée que toute distance est composée d'une infinité de points. Cette conception soulève une difficulté, qui rappelle le paradoxe de Zénon : comment est-il possible de parcourir l'infini ? An-Naẓẓam propose, pour sortir de cette impasse, une hypothèse qu'Al-Ach'ari et Abu l-Hudhail lui reprochent : le corps en mouvement « saute » d'un point à un autre. « An-Naẓẓām prétend qu'un corps peut se déplacer d'un endroit en un autre endroit sans passer par l'endroit qui se trouve entre les deux. » (Al-Ach'ari)
Al-Nazzam ne déduit pas, de sa définition de la matière par l'étendue, à la manière de Descartes, l'impénétrabilité des corps. Au contraire, il soutient l'opinion, critiquée par al-Ach'ari, que les corps peuvent se pénétrer et occuper le même espace. En effet, comment expliquer sinon que l'on puisse tirer de l'huile à partir de l'olive pressée ? C'est que, selon Nazzam, l'huile était « cachée » dans l'olive. De même, lors de la combustion d'un matériau inflammable, c'est le feu qui était caché en lui qui se manifeste. C'est la théorie du kumūn : les contraires, comme le chaud et le froid, sont présents dans les corps, mélangés et invisibles tant qu'ils s'équilibrent. Lorsque l'un des deux prend l'ascendant, il devient alors manifeste.
Il ne se satisfait cependant pas de la théorie des quatre éléments, qui ne concernent selon lui qu'un seul de nos sens, et n'expliquent donc pas les qualités sensibles des composés. En effet, le chaud et le froid, le sec et l'humide ne se réfèrent qu'au sens du toucher.

### Psychologie
Cette théorie de la pénétrabilité des corps s'applique à l'âme, qui est pour Nazzam un « corps subtil » (al-Ach'ari), qui pénètre le corps physique. Elle est principe de vie, mais aussi le fondement du libre arbitre : du fait qu'elle est incarnée, au lieu d'être dirigée de façon nécessaire vers le bien, l'âme a le choix d'agir bien ou mal.
La doctrine de Nazzam présente des points communs avec le stoïcisme grec. Pour les anciens stoïciens aussi, la raison est corporelle, car tout est corps, et les corps seuls sont capables d'action. En outre, ils rejettent eux aussi le principe d'impénétrabilité, se sorte qu'un corps peut se mêler à un autre et occuper le même espace, à la manière du vin mélangé à l'eau.

## Perspective
Des chercheurs modernes [Lesquels ?] [Interprétation personnelle ?] suggèrent que cet intérêt de la part des théologiens chiites duodécimains était motivé par le désir de contester la personnalité des trois premiers Califes Bien guidés (Rachidoune) : Abou Bakr, Omar et Othman. Ce qui, en définitive, diffère de l'objectif visé par An-Nazzam qui n'était pas de remettre en cause qui que ce soit mais plutôt de mettre l'accent sur la primauté de la raison pure sur la révélation.

## Œuvres
il a écrit, selon Al-Ach'ari, Al-Juz' («L'atome »).
Al-Khayyat lui attribue un al-'âlam (sur l'éternité du monde) et fl al-tawhîd (sur l'unicité de Dieu).
Selon Al-Baghdadi, il a écrit 'ala al-thanawyyah sur les manichéens.